# Jordano Cisterna
Jordano Andrés Cisterna Torreblanca (Quintero, Chile; 2 de febrero de 1996) es un futbolista chileno que juega de defensa central y/o lateral derecho y actualmente está sin club

## Trayectoria
El año 2010 empieza a hacer inferiores en Everton, siendo que vive en Quintero el viaja todos los días desde su pueblo natal a Viña del Mar. Un día jueves 28 de julio de 2011, Iván Olguín, periodista de la Radio Cooperativa le hace una entrevista por su llamado a la sub-17 con tan solo 15 años.

### Everton
El 2013 se oficializa la subida al primer equipo de Everton y debuta en Copa Chile con Unión La Calera, de visita, el día 7 de julio de 2013, entrando en el minuto 88 y este terminaría con resultado 0-1.

## Selección
El 2011 fue llamado a la selección sub-15, donde ocupa la dorsal 4. Fue convocado por Mariano Puyol a la selección sub-17, para el Torneo Esperanza Alba. El 28 de enero de 2013 hizo su debut frente a Caracas F.C., también sub-17, jugó de titular y el partido terminaría con el resultado de 1-1.

## Clubes
| Club                | País  | Año       |
| ------------------- | ----- | --------- |
| Everton             | Chile | 2013-2016 |
| Rangers             | Chile | 2017      |
| Deportes Limache    | Chile | 2018-2019 |
| Deportes Vallenar   | Chile | 2020-2021 |
| Deportes Concepción | Chile | 2021      |